# Argathona rhinoceros
Argathona rhinoceros är en kräftdjursart som först beskrevs av Pieter Bleeker 1857.  Argathona rhinoceros ingår i släktet Argathona och familjen Corallanidae. Inga underarter finns listade i Catalogue of Life.